# باري بلوم
باري بلوم (بالإنجليزية: Barry R. Bloom)‏ هو عالم مناعة أمريكي، ولد في 13 أبريل 1937 في فيلادلفيا في الولايات المتحدة.